# Cohiniac
Cohiniac (Kaouennieg in bretone, Coheinyac in gallo) è un comune francese di 367 abitanti situato nel dipartimento delle Côtes-d'Armor nella regione della Bretagna.

## Origini del nome
Il nome Cohiniac probabilmente deriva dal latino Cavannus ("civetta").

## Storia
Nel 1160 e nel 1182, Coginiac e Lohimiac vengono citati come possedimenti dei Cavalieri Ospitalieri.
Nel 1220 Cohignac compare in un documento dell'abbazia di Beauport a Paimpol. Cohiniac assunse il titolo di parrocchia nel 1237. Durante l'Ancien Régime, appartenne al vescovo di Saint-Brieuc e alla contea di Goëlo.
Con la Rivoluzione francese, la parrocchia di Cohiniac dipese dal decanato di Châtelaudren.
Il primo sindaco venne eletto all'inizio degli anni '90 del XIX secolo.

### Simboli
Lo stemma è stato adottato dal comune il 3 dicembre 2001.

## Monumenti e luoghi d'interesse
- La chiesa di Saint-Quentin: interamente ricostruita tra il 1702 e il 1777. Il campanile è del 1845, ma il portico, identico a quello di Notre Dame-du-Tertre a Châtelaudren, è del XIV secolo[5]
- La cappella di Notre-Dame de Tous-Joies in località Grimolet: costruita nel XV secolo a forma di croce latina, dipendeva allora dalla tenuta di La Ville-au-Vé. Divenne chiesa sussidiaria nel 1828[6]
- Il castello di Rumain (Château de Rumain), il cui edificio principale del XVI secolo venne ampliato nel XVIII secolo. Acquistato dopo la Rivoluzione francese da Barthélémy Desjars, passò alla famiglia Ernaud de Loudéac, quindi ai Garnier-Bodéliac che lo restaurarono nel 1877. In quest'occasione furono aggiunti una galleria e due torrette e vennero rinnovati gli interni[7]
- Il circuito di Kerlabo ospita competizioni nazionali ed internazionali di karting[8]

## Società

### Evoluzione demografica
Abitanti censiti